# Megaladapis
 (mars 2020).
Genre
Megaladapis est un genre aujourd'hui éteint composé de trois à six espèces de lémuriens qui vivait jadis sur l'île de Madagascar. Il appartient selon les auteurs à la famille des Megaladapidae ou des Lepilemuridae. Le plus grand mesurait entre 1,3 et 1,5 m de haut pour un poids estimé allant de 40 à 80 kg.

## Description

reconstitution d'un Megaladapis proche du Vari et du Koala.

Megaladapis était très différent de tous les lémuriens vivant actuellement. Son corps était trapu et construit comme l'actuel koala, d'après certaine reconstitution il aurait pu ressembler à un Vari. Ses bras plus longs que ses jambes (il avait un indice intermembral de 120), ses doigts courbes, ses jambes pouvant s'écarter de manière à pouvoir s'appuyer alternativement sur une branche puis sur une autre montrent que c'était un animal arboricole. En outre, sa tête ne ressemblait à aucun autre primate. Il avait de longues canines, et une mâchoire saillante, formant un museau effilé. Les puissants muscles de sa mâchoire lui servaient à mâcher longuement les feuilles. Sa région nasale montrait des similitudes avec celles des rhinocéros, ce qui probablement combinée avec une lèvre supérieure élargie, lui permettait de saisir plus facilement les feuilles.
Son mode de vie arboricole l'a rendu probablement vulnérable aux changements dans les forêts malgaches. À l'arrivée de l'homme sur l'île, il y a entre 1 500 et 2 000 ans, les forêts de Madagascar ont été défrichées pour en faire des terres agricoles. Incapable de s'adapter à ce nouvel environnement imposé par l'homme et cible tentante pour les chasseurs, Megaladapis a disparu il y a 500 ans environ, à l'époque de la découverte européenne de Madagascar.

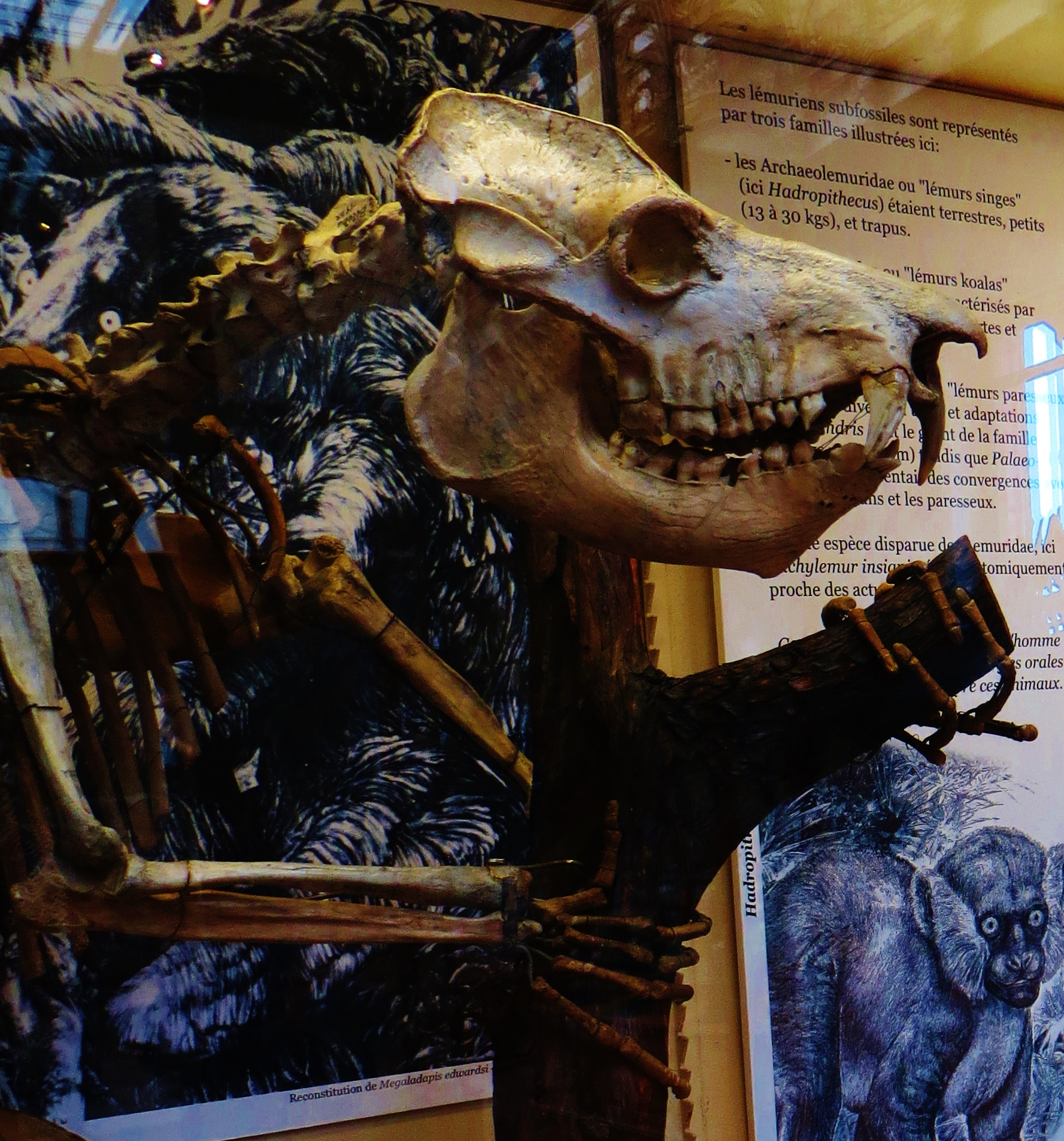
Fossile d'un Megaladapis,- exposé au Muséum national d'histoire naturelle dans la galerie de paléontologie et d'anatomie comparée à Paris.

Bien que connu pour être une sorte de lémuriens, Megaladapis présente une similitude remarquable avec les koalas, en particulier dans les mains qui sont bien adaptées pour saisir et s'agripper aux troncs verticaux des arbres. Malgré sa taille imposante, on pense que Megaladapis était un animal arboricole qui pouvait parcourir la végétation de la canopée des arbres. Cependant, les yeux de Megaladapis étaient orientés vers les côtés plutôt que vers l'avant et il est ainsi probable que Megaladapis n'avait pas une perception aiguë de la profondeur des autres primates, ce qui induit également un rythme de vie plutôt lent plutôt que le rythme rapide des petits primates qui sautent d'arbre en arbre.

## Taxinomie

### Taxons subordonnés
- sous-genre Peloriadapis Grandidier, 1899
  - espèce M. edwardsi
- sous-genre Megaladapis Forsyth Major, 1894
  - espèce M. madagascariensis
  - espèce M. grandidieri